# Videografija Kylie Minogue
Videografijo Kylie Minogue, avstralske
pevke, sestavlja sedeminpetdeset videospotov ter osemnajst
VHS-jev in DVD-jev, ki jih je izdala preko založb PWL,
Deconstruction Records in Parlophone.

## Videospoti

### Osemdeseta
| Leto | Pesem                                             | Album                                    | Režiser(ji)   |
| ---- | ------------------------------------------------- | ---------------------------------------- | ------------- |
| 1987 | »Locomotion«                                      | Pesem brez albuma                        | Chris Langman |
| 1987 | »I Should Be So Lucky«                            | Kylie                                    | Chris Langman |
| 1987 | »I Should Be So Lucky« (alternativni videospot)   | Kylie                                    | Chris Langman |
| 1988 | »Got to Be Certain«                               | Kylie                                    | Chris Langman |
| 1988 | »Got to Be Certain« (alternativni videospot)      | Kylie                                    | Chris Langman |
| 1988 | »The Loco-Motion« (alternativni videospot)        | Kylie                                    | Chris Langman |
| 1988 | »Je Ne Sais Pas Pourquoi«                         | Kylie                                    | Chris Langman |
| 1988 | »Made in Heaven«                                  | Pesem brez albuma                        | Chris Langman |
| 1988 | »Especially for You« (skupaj z Jasonom Donovanom) | Ten Good Reasons (album Jasona Donovana) | Chris Langman |
| 1988 | »It's No Secret«                                  | Kylie                                    | Chris Langman |
| 1989 | »Hand on Your Heart«                              | Enjoy Yourself                           | Chris Langman |
| 1989 | »Wouldn't Change a Thing«                         | Enjoy Yourself                           | Pete Cornish  |
| 1989 | »Never Too Late«                                  | Enjoy Yourself                           | Pete Cornish  |

### Devetdeseta
| Leto | Pesem                                                                               | Album               | Režiser(ji)       |
| ---- | ----------------------------------------------------------------------------------- | ------------------- | ----------------- |
| 1990 | »Tears on My Pillow«                                                                | Enjoy Yourself      | Pete Cornish      |
| 1990 | »Better the Devil You Know«                                                         | Rhythm of Love      | Paul Goldman      |
| 1990 | »Step Back in Time«                                                                 | Rhythm of Love      | Nick Egan         |
| 1991 | »What Do I Have to Do?«                                                             | Rhythm of Love      | Dave Hogan        |
| 1991 | »Shocked«                                                                           | Rhythm of Love      | Dave Hogan        |
| 1991 | »Word Is Out«                                                                       | Let's Get to It     | James LeBon       |
| 1991 | »If You Were with Me Now« (skupaj s Keithom Washingtonom)                           | Let's Get to It     | Greg Masuak       |
| 1992 | »Give Me Just a Little More Time«                                                   | Let's Get to It     | Greg Masuak       |
| 1992 | »Finer Feelings«                                                                    | Let's Get to It     | Dave Hogan        |
| 1992 | »What Kind of Fool (Heard All That Before)«                                         | Greatest Hits       | Greg Masuak       |
| 1992 | »Celebration«                                                                       | Greatest Hits       | Greg Masuak       |
| 1994 | »Confide in Me«                                                                     | Kylie Minogue       | Paul Boyd         |
| 1994 | »Put Yourself in My Place«                                                          | Kylie Minogue       | Keir McFarlane    |
| 1995 | »Where Is the Feeling?«                                                             | Kylie Minogue       | Keir McFarlane    |
| 1995 | »Where the Wild Roses Grow« (skupaj z glasbeno skupino Nick Cave and the Bad Seeds) | Murder Ballads      | Rocky Schenck     |
| 1997 | »Some Kind of Bliss«                                                                | Impossible Princess | David Mould       |
| 1997 | »Did It Again«                                                                      | Impossible Princess | Pedro Romhanyi    |
| 1997 | »Did It Again« (alternativni videospot)                                             | Impossible Princess | Pedro Romhanyi    |
| 1998 | »Breathe«                                                                           | Impossible Princess | Kieran Evans      |
| 1998 | »Cowboy Style«                                                                      | Impossible Princess | Michael Williams  |
| 1998 | »GBI: German Bold Italic« (skupaj s Towo Tei)                                       | Sound Museum        | Stéphane Sednaoui |

### 2000. leta
| Leto | Pesem                                  | Album          | Režiser(ji)                |
| ---- | -------------------------------------- | -------------- | -------------------------- |
| 2000 | »Spinning Around«                      | Light Years    | Dawn Shadforth             |
| 2000 | »On a Night like This«                 | Light Years    | Douglas Avery              |
| 2000 | »Kids« (skupaj z Robbiejem Williamsom) | Light Years    | Simon Hilton               |
| 2000 | »Please Stay«                          | Light Years    | James Frost and Alex Smith |
| 2001 | »Your Disco Needs You«                 | Light Years    | Todd Cole                  |
| 2001 | »Can't Get You out of My Head«         | Fever          | Dawn Shadforth             |
| 2002 | »In Your Eyes«                         | Fever          | Dawn Shadforth             |
| 2002 | »Love at First Sight«                  | Fever          | Johan Renck                |
| 2002 | »Come into My World«                   | Fever          | Michel Gondry              |
| 2003 | »Slow«                                 | Body Language  | Baillie Walsh              |
| 2004 | »Red Blooded Woman«                    | Body Language  | Jake Nava                  |
| 2004 | »Chocolate«                            | Body Language  | Dawn Shadforth             |
| 2004 | »I Believe in You«                     | Ultimate Kylie | Vernie Yeung               |
| 2005 | »Giving You Up«                        | Ultimate Kylie | Alex in Martin             |
| 2007 | »2 Hearts«                             | X              | Dawn Shadforth             |
| 2008 | »Wow«                                  | X              | Melina Matsoukas           |
| 2008 | »In My Arms«                           | X              | Melina Matsoukas           |
| 2008 | »All I See«                            | X              | William Baker              |
| 2008 | »The One«                              | X              | Ben Ib                     |

### 2010. leta
| Leto | Pesem                                  | Album                         | Režiser(ji)                    |
| ---- | -------------------------------------- | ----------------------------- | ------------------------------ |
| 2010 | »All the Lovers«                       | Aphrodite                     | Joseph Kahn                    |
| 2010 | »Get Outta My Way«                     | Aphrodite                     | AlexandLiane                   |
| 2010 | »Better Than Today«                    | Aphrodite                     | William Baker in Kylie Minogue |
| 2010 | »Higher« (skupaj s Taiom Cruzem)       | The Rokstarr Collection       | Alex Herron                    |
| 2010 | »Santa Baby«                           | A Kylie Christmas             | Alasdair McLellan              |
| 2011 | »Put Your Hands Up (If You Feel Love)« | Aphrodite                     | William Baker                  |
| 2012 | »Timebomb«                             | The Best of Kylie Minogue/K25 | Christian Larson               |

## Video albumi

### Posnetki s koncertnih turnej
| Leto | Informacije |
| ---- | --- |
| 1990 | Kylie...On the Go - Live in Japan - Izdan: 1990 - Opombe: Izdala založba Video Collection International, vključuje fotomontažo s turneje Disco in Dream/The Hitman Roadshow in dokumentarni film o nastajanju turneje. |
| 1992 | Kylie Live! (naslovljen tudi Live in Dublin) - Izid: April 1992 - Opombe: posnet je bil le nastop Kylie Minogue v živo v Dublinu, Irska med njeno turnejo Let's Get to It Tour leta 1991. |
| 2001 | Live in Sydney - Izid: 10. januar 2001 - Posebni dodatki: 30-minutni dokumentarni film o nastajanju turneje - Opombe: posnet je bil le nastop Kylie Minogue v živo v Sydneyju, Avstralija med njeno turnejo On a Night Like This leta 2001. - Certifikacija: 3x platinasta (ARIA) |
| 2002 | Intimate and Live - Izid: 23. julij 2002 - Opombe: posnet je bil le nastop Kylie Minogue v živo v Intimate and Live leta 1998. Nastop so v originalu izdali leta 1998 preko VHS-ja v Avstraliji. - Dosežki na lestvicah: prvo mesto na avstralski - Certifikacije: platinasta (ARIA) |
| 2002 | KylieFever2002: Live in Manchester - Izdan: 18. november 2002 - Posebni dodatki: dokumentarni film o nastajanju turneje, galerija fotografij, program virtualne turneje in štirje videospoti: »Cowboy Style«, »Light Years«/»I Feel Love«, »I Should Be So Lucky« in »Burning Up«. - Omejena izdaja: vključuje dodatni CD z nastopom v živo - Opombe: posnet je bil le nastop Kylie Minogue v živo v Manchestru, Anglija med njeno turnejo KylieFever leta 2002. Koncert so ponekod drugod izdali tudi na VHS-ju. - Dosežki na lestvicah: prvo mesto na avstralski, number drugo na britanski in šestnajsto na ameriški glasbeni lestvici. |
| 2004 | Body Language Live - Izdan: 12. julij 2004 - Posebni dodatki: Vizualni učinki nastopov s pesmimi »Slow« in »Chocolate«, dokumentarni film o nastajanju DVD-ja in sekcija za DVD-ROM z galerijo, fotografijami za ozadje in ohranjevalniki zaslona. - Opombe: posnet je bil le nastop Kylie Minogue v živo v Londonu, Anglija med njenim posebnim koncertom, Money Can't Buy, leta 2003. - Dosežki na lestvicah: tretje mesto na britanski lestvici - Certifikacije: Platinasta (Avstralija) |
| 2005 | Kylie Showgirl - Izdan: 28. november 2005 - Posebni dodatki: Dokumentarni film o nastajanju koncertne turneje ter vizualnih učinkih in sekcija za DVD-ROM. - Opombe: posnet je bil le nastop Kylie Minogue v živo v London, Anglija med njeno turnejo Showgirl: The Greatest Hits Tour leta 2005. - Dosežki na lestvicah: prvo mesto na avstralski, drugo na britanski - Certifikacije: Avstralija: 4x platinasta, Združeno kraljestvo: Platinasta |
| 2007 | White Diamond / Showgirl: Homecoming DVD - Izdan: 10. december 2007 - Posebni dodatki dokumentarni film o nastajanju turneje in nastop v živo. - Opombe: posnet je bil le nastop Kylie Minogue v živo v Melbourneu, Avstralija med njeno turnejo [[Showgirl: The Homecoming Tour]] leta 2007. |
| 2008 | Kylie Live: X2008 - Izdan: 1. december 2008 - Dodatki: dokumentarni film o nastajanju turneje in vizualnih učinkih, razne projekcije ter galerija fotografij. - Opombe: posnet je bil le nastop Kylie Minogue v živo v Londonu, Anglija med njeno svetovno turnejo KylieX2008 leta 2008. |
| 2011 | Aphrodite Les Folies: Live In London - Izdan: 28. november 2011 - Dodatki: dokumentarni film o nastajanju turneje in vizualnih učinkih, razne projekcije ter nastop v živo. - Opombe: posnet je bil le nastop Kylie Minogue v živo v Londonu, Anglija med njeno turnejo Aphrodite World Tour leta 2011. |

### Kompilacije z videospoti
| Leto | Informacije |
| ---- | --- |
| 1988 | The Videos - Izdan: November 1988 - Opombe: Vključuje vse videospote z debitantskega glasbenega albuma Kylie Minogue, Kylie. |
| 1989 | The Kylie Collection - Izdan: Februar 1989 - Opombe: Izdan le v Avstraliji, vključuje vse videospote z debitantskega glasbenega albuma Kylie Minogue, Kylie. |
| 1989 | The Videos 2 - Izdan: November 1989 - Opombe: Vključuje vse videospote z njenega drugega glasbenega albuma, Enjoy Yourself. |
| 1991 | Let's Get To...The Videos - Izdan: November 1991 - Opombe: Vključuje vse štiri videospote s tretjega glasbenega albuma Kylie Minogue, Rhythm of Love, in dva z njenega četrtega albuma, Let's Get to It. |
| 1992 | Greatest Video Hits - Izdan: Avgust 1992 - Opombe: Vključuje videospote iz prve kompilacije Kylie Minogue z največjimi uspešnicami. Avstralska različica vključuje tudi videospot za pesem »Celebration«. |
| 1998 | The Kylie Tapes 94–98 - Izdan: 1998 - Opombe: Izdan le v Avstraliji, vključuje videospote, ki jih je Kylie Minogue izdala preko založbe Deconstruction Records oziroma albumov Kylie Minogue (1994) in Impossible Princess (1998). |
| 2002 | Greatest Hits 87–92 - Izdan: 18. november 2002 - Posebni dodatki: Galerija s fotografijami, alternativni videospot - Opombe: DVD, izdan le v Veliki Britaniji, vključuje videospote za vse pesmi z BMG-jeve kompilacije z največjimi uspešnicami, Greatest Hits. - Je edini DVD z raznimi alternativnimi verzijami videospotov Kylie Minogue. Veliko videospotov so vzeli iz VHS-jev The Kylie Collection (1988) in The Videos 2 (1989). - Dosežki na lestvicah: deveto mesto na britanski lestvici |
| 2003 | Greatest Hits 87–97 - Izdan: 19. november 2003 - Opombe: Vključuje videspote za pesmi z BMG-jeve kompilacije z največjimi uspešnicami Kylie Minogue, Greatest Hits 1987–1997. |
| 2003 | Greatest Hits 1987–1999 - Izdan: 24. november 2003 - Opombe: Izdan samo v Avstralije, vključuje vse videospote iz BMG-jeve kompilacije z največjimi uspešnicami Greatest Hits 1987–1999. - Je edini DVD Kylie Minogue, ki je vključeval vse videospote, ki jih je izdala v letih 1987−1998. - Certifikacije: 2x platinasta (ARIA) |
| 2004 | Kylie Minogue: Artist Collection - Izdan: 20. september 2004 - Opombe: Vključuje videospote iz BMG-jeve uspešne kompilacije Kylie Minogue: Artist Collection. - Je edini DVD, ki vključuje cel videospot za pesem »Where Is the Feeling?«. |
| 2004 | Ultimate Kylie - Izdan: 22. november 2004 - Posebni dodatki: Besedilo za petje ob pesmi »Can't Get You Out of My Head« ob nastopu na podelitvi nagrad BRIT Awards. - Opombe: Vključuje videospote iz kompilacije z največjimi uspešnicami Kylie Minogue, Ultimate Kylie. - Certifikacije: 3x platinasta (ARIA) |

### Dokumentarni filmi
| Leto | Detajli | Opombe |
| ---- | --- | --- |
| 2007 | White Diamond: A Personal Portrait of Kylie Minogue - Izdan: 16. oktober 2007 - Studio: EMI Records Ltd./FremantleMedia - Format: DVD | - Dokumentarni film sledi Kylie Minogue pri obnovi njene turneje Showgirl: The Homecoming Tour, ki jo je leta 2005 po koncertu v Sydneyju morala prekiniti, ker je zbolela za rakom na prsih. |

## Blu-rayji
| Leto | Informacije |
| ---- | --- |
| 2008 | Kylie Live: X2008 - Izdan: 2009 - Posebni dodatki: Dokumentarni film o nastajanju, vizualni učinki (več kot na DVD verziji), projekcije in galerija s fotografijami. - Opombe: Vključuje nastop Kylie Minogue v Londonu, Anglija med njeno svetovno turnejo KylieX2008 leta 2008. |